# Freeborn (Minnesota)
Pour les articles homonymes, voir Freeborn.
Freeborn est une ville américaine située dans le Comté de Freeborn, dans le Minnesota. Selon le recensement de 2010, sa population est de 297 habitants.